# Aigars Apinis
Aigars Apinis (ur. 9 czerwca 1973 w Aizkraukle) – łotewski niepełnosprawny lekkoatleta, wielokrotny mistrz paraolimpijski. 
W 1992 roku doznał ciężkiego urazu kręgosłupa szyjnego podczas skoku do wody – od tego czasu porusza się na wózku inwalidzkim. Początkowo zaczynał od rehabilitacji, by od 1998 roku zacząć treningi pod kątem startowania w zawodach sportowych. 
Na igrzyskach paraolimpijskich debiutował w 2000 roku. Zdobył dwa brązowe medale: jeden w pchnięciu kulą F52 (7,15 m), a drugi w rzucie dyskiem F52 (15,12 m). Cztery lata później po raz pierwszy został mistrzem paraolimpijskim, zdobywając złoto w rzucie dyskiem F52 (18,98 m); był także czwarty w pchnięciu kulą F52 (8,21 m). Złoto w rzucie dyskiem (20,47 m) i srebro w pchnięciu kulą (10,02 m) były jego zdobyczami medalowi na igrzyskach paraolimpijskich w Pekinie (2008). Na paraolimpiadzie w Londynie (2012) został po raz kolejny mistrzem paraolimpijskim, zwyciężając zawody w pchnięciu kulą F52/F53 (10,23 m). Tytuł wicemistrzowski uzyskał w rzucie dyskiem F51-F53 (21,00 m). W piątym już paraolimpijskim starcie zdobył czwarty złoty medal – ponownie zwyciężył w rzucie dyskiem F52 (20,83 m).
Apinis jest również sześciokrotnym złotym medalistą mistrzostw świata. Po raz pierwszy dokonał tego w 2002 roku na mistrzostwach świata w Villeneuve-d’Ascq, gdzie wygrał rzut dyskiem F52. W tej konkurencji wygrywał jeszcze w 2006, 2011 i 2015 roku. W pchnięciu kulą zwyciężał w 2011 i 2013 roku. Sięgał także po srebrny (2017) i brązowy medal w rzucie dyskiem (2013), oraz po brąz w pchnięciu kulą (2006). Był także mistrzem Europy. Ustanowił kilka rekordów świata. 
Pełnił funkcję wiceprzewodniczącego Łotewskiego Komitetu Paraolimpijskiego. 